# Papež Marcel I.
Sveti Marcelin, papež (in  mučenec glej: Ocena) , Rimskokatoliške cerkve, * 3. stoletje n. št. † 16. januarja 309 v Rimu (Italija, Rimsko cesarstvo). V Rimskokatoliški cerkvi god 16. januarja, v Pravoslavni cerkvi  pa 17. junija. 

## Življenjepis
Po Marcelinovi smrti je zaradi Dioklecijanovega preganjanja sedisvakanca (čas, ko papeška stolica ni zasedena) trajala okrog štirih let
Marcel I. si je zadal nalogo, da bo Cerkev, ki je bila zaradi preganjanja kristjanov pod Dioklecijanov skoraj uničena, na novo uredil in zgradil. Bilo je mnogo mučencev, pa tudi mnogo odpadnikov od vere; nekateri so odpadli stvarno, drugi pa so si pridobili le potrdila o darovanju kadila malikom.
Papež je izdal stroge določbe za tiste, ki so med preganjanjem zatajili vero. 

### Dioklecijanovo preganjanje kristjanov
Dioklecijan  sprva ni preganjal kristjanov, pač pa ga je k temu nagovoril Galerij, češ da je krščanstvo nevarno za državo. Februarja 303 je izdal odlok, s katerim je kristjanom odvzel državljanske pravice ter prepovedal osvobajati krščanske sužnje. Ukazal je, naj po vsem cesarstvu porušijo krščanske cerkve in sežgo svete knjige. V pokrajinah, ki so spadale pod Dioklecijana, Galerija in Maksimijana, so odlok izvajali z veliko vnemo. Uničili so veliko število krščanskih spisov, med njimi papeške arhive in krščansko knjižnico v Rimu. Aprila 303 je Dioklecijan izdal drugi odlok, z njim je ukazal, naj zapro vse škofe in klerike. Kmalu nato je s tretjim odlokom določil, naj jetniki darujejo bogovom in naj jih izpustijo; če nočejo darovati, naj jih mučijo in usmrte. V marcu 304 je izšel še četrti odlok: vsi kristjani morajo darovati bogovom. Kri mučencev je tekla v takem obilju kakor še nikoli poprej. Najhuje je preganjanje divjalo v Mali Aziji, Palestini in Egiptu, v spodnji Panoniji, prokonzularni Afriki, Numidiji in Hispaniji. V Galiji in Britaniji cezar Konstancij ni izvajal zadnjih treh odlokov. Leta 305 sta Dioklecijan in Maksimijan odstopila. Dioklecijanov naslednik je postal Galerij, ki si je privzel za cezarja Maksimina Daja. Maksimijan je svojemu nasledniku Konstanciju Kloru določil za cezarja surovega vojaka Severa. Maksimin Daja je še huje preganjal kristjane kakor Galerij. Po letu 305 se je preganjanje na vzhodu nadaljevalo s povečano krutostjo, na zahodu pa je s tem letom dejansko prenehalo. Leta 306 je Maksencij, sin Maksimijana, spodrinil Severa na zahodu. Po smrti Konstancija Klora je vojska v Britaniji leta 307 razglasila njegovega sina Konstantina za vladarja Galije in Britanije. Galerij je istega leta postavil Licinija za avgusta zahoda. V strašni bolezni je Galerij spoznal, da preganjanje kristjanov ni doseglo zaželenega cilja in je 30. aprila 311 izdal tolerančni razglas. Maksimin Daja ga je upošteval šele jeseni tega leta.

### Določbe
- Glede na Liber Pontificalis je Marcel razdelil rimsko Cerkev na 25 naslovov (tituli), ki jim je določil posameznega prezbiterja. On je pripravljal katehumene na krst in nadziral izvrševanje javne pokore. Prezbiter (duhovnik) je bil tudi odgovoren za pogreb rajnih in za ohranjanje spomina na mučence.
- Papež je uredil novo pokopališče, Cœmeterium Novellae na Via Salaria (nasproti Katakomb sv. Priscile).

## Smrt in češčenje
Liber pontificalis poroča, da ga je cesar Maksencij poslal v pregnanstvo, kjer je umrl 16. januarja 308. Kasneje so ga pokopali v Priscilinih katakombah v Rimu. 
Njegov god je 16. januarja. 

### Ocena
Nekateri zgodovinarji menijo, da nam zgodovinski viri o papežu Marcelu I. ne povedo nič kaj zanesljivega. 
Obstaja pa bogato ustno izročilo oziroma legende: 
- Izdal je stroge kazni za tiste, ki so med preganjanjem zatajili vero. S tem si je preizkušano ljudstvo odtujil in je prišlo do nemirov, da so ga v začetku leta 309 pregnali; moral se je odpovedati papeštvu ter je še istol leto umrl v izgnanstvu.
- Po drugi legendi ni bil pregnan, ampak ga je cesar Maksencij poslal na suženjsko tlako v svojih hlevih, kjer je kmalu umrl. Zato ga prikazujejo z oslom in jaslimi.
- Kmalu so ga začeli častiti kot svetnika, čeprav ni bil mučenec, ampak spoznavalec, kar je skoraj isto.